# Francesco Casanova

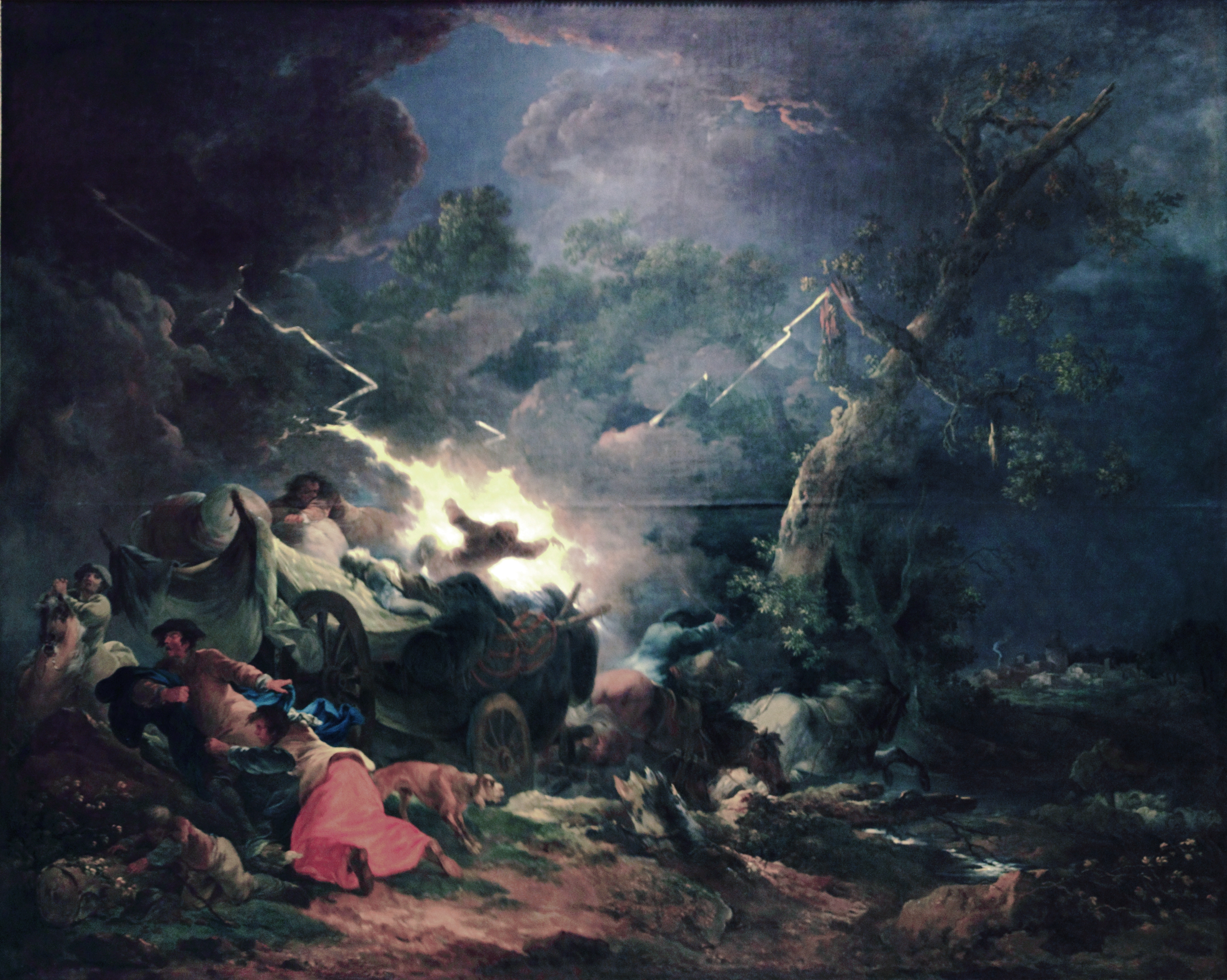
Stormen

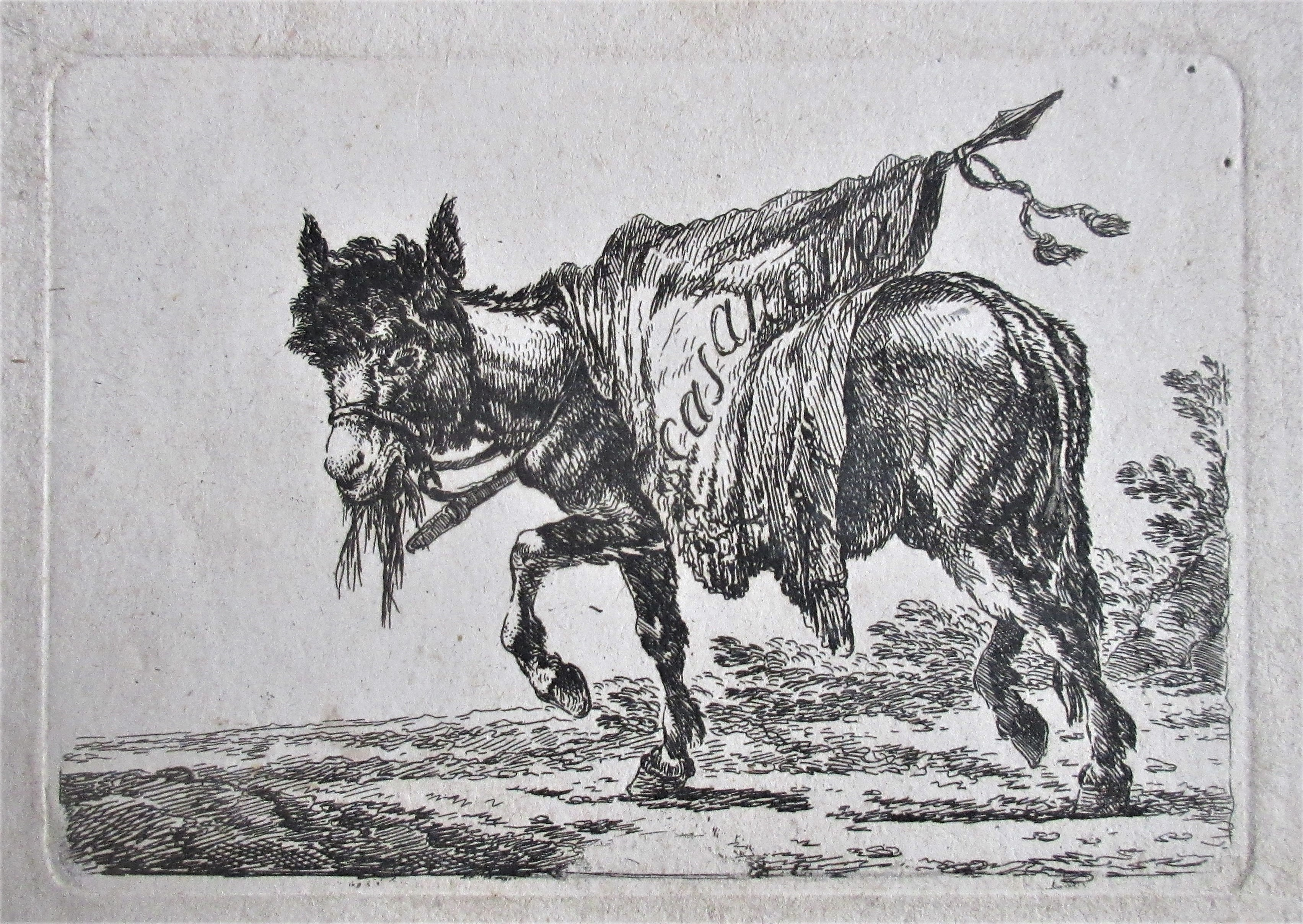
Åsnan och flaggan, etsning

Francesco Guiseppe Casanova, född 1 juni 1727 i London, död 8 juli 1803 i Vorderbrühl i Niederösterreich, var en venetiansk målare och gravör. Han var bror till äventyraren Giacomo Casanova och konstnären Giovanni Casanova.
Francesco Casanova var son till skådespelaren Gaetano Casanova och Zanetta Farussi. Familjen flyttade en tid efter den äldre broderns födelse till London, där modern också blev skådespelare. 
Francesco Casanova föddes i London och växte upp i Venedig. Han utbildade sig för Francesco Guardi och studerade senare för Francesco Simonini i Parma. Han reste 1751 tillsammans med brodern Giacomo till Paris. Där inriktade han sig på att efter Joseph Parrocels och Jean-Baptiste Bourguignon d'Anvilles mönster bli batalj- och landskapsmålare och ställde med framgång ut på Salongen. Från Paris reste han, förmodligen sommaren 1753, till Dresden för att studera bilder av Philips Wouwerman. Den främsta förebilden för hans målningar av militära slag var dock Jacques Courtois.
De sista 20 åren av sitt liv bodde han i Wien.

## Privatliv
Francesco Casanova gifte sig 1762 med Jeanne-Marie Jolivet (1734–1773), som var dansös på Comédie-Italienne och känd som "Mademoiselle d'Alancour". Två år efter hennes död gifte han 1775 om sig med Jeanne Cathérine Delachaux (1748–1818). Detta äktenskap blev olyckligt och han övergav henne 1783.